# Szilvásszentmárton
Szilvásszentmárton község Somogy vármegyében, a Kaposvári járásban.

## Fekvése
A Zselicben, dombok közt, Kaposvártól délnyugatra, Zselickisfalud nyugati szomszédjában fekvő település.

## Története
Szilvásszentmárton nevét 1332 és 1337 között említették először a pápai tizedjegyzékben, majd 1496-ban Belchyzentmarton módon írták. 1554-ben a török kincstári adólajstromban is említették nevét Szilvás-Szent-Márton írásmóddal.
A településnek az 1910-es adatok szerint 365 lakosa volt.
A Zselicség falvai közé tartozó település régen híres volt gazdag néprajzi értékeiről és faépítészetéről.

## Közélete

### Polgármesterei
- 1990–1994: Horváth Istvánné (független)[3]
- 1994–1998: Horváth Istvánné (független)[4]
- 1998–2002: Horváth Istvánné (független)[5]
- 2002–2006: Horváth Istvánné (független)[6]
- 2006–2010: Lengyel Gábor (Fidesz)[7]
- 2010–2014: Lengyel Gábor (Fidesz-KDNP)[8]
- 2014–2019: Lengyel Gábor (Fidesz-KDNP)[9]
- 2019–2024: Lengyel Gábor (Fidesz-KDNP)[10]
- 2024– : Lengyel Gábor (Fidesz-KDNP)[1]

## Népesség
A település népességének változása:
| Lakosok száma | 208  | 202  | 212  | 205  | 170  | 166  | 176  |
|               | 2013 | 2014 | 2015 | 2021 | 2022 | 2023 | 2024 |

A 2011-es népszámlálás során a lakosok 92,1%-a magyarnak, 15,3% cigánynak, 2,5% németnek mondta magát (7,4% nem nyilatkozott; a kettős identitások miatt a végösszeg nagyobb lehet 100%-nál). A vallási megoszlás a következő volt: római katolikus 52,2%, református 24,1%, felekezeten kívüli 8,9% (14,8% nem nyilatkozott).
2022-ben a lakosság 92,4%-a vallotta magát magyarnak, 4,7% cigánynak, 1,8% egyéb, nem hazai nemzetiségűnek (7,1% nem nyilatkozott; a kettős identitások miatt a végösszeg nagyobb lehet 100%-nál). Vallásuk szerint 38,2% volt római katolikus, 17,6% református, 0,6% egyéb katolikus, 23,5% felekezeten kívüli (19,4% nem válaszolt).

## Nevezetességei
- Református temploma a 19. század elején épült.

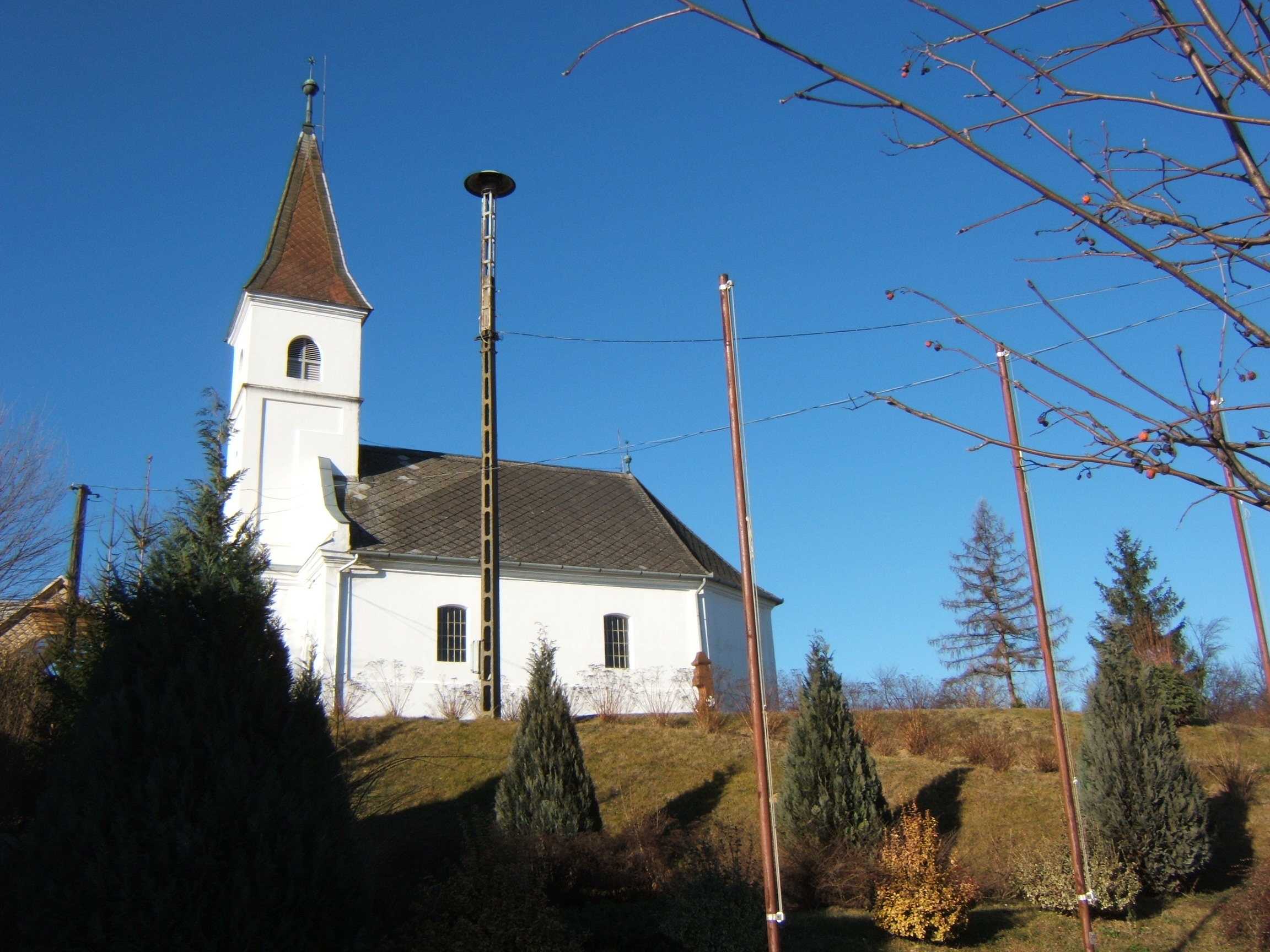
A református templom

- F.A.L.U. Fesztivál – nagyszabású összművészeti fesztivál, amelyet 2018 nyarától kezdve rendeznek meg minden évben. Neve a „falu, ahol lehetetlen unatkozni” jelmondat rövidítéséből ered.[13]
- Árvízcsúcscsökkentő tó a község és Zselickisfalud között. A partmenti, jól felszerelt (padok, világítás, filagória, mosdók) sétány a főútról induló hársfa-sétányon keresztül elérhető.[14]

## Híres szülöttei
- Lőrincz L. László orientalista, író (* 1939)